# Ángela Ospina de Nicholls
Ángela Mercedes Ospina Baraya (Bogotá, 17 de diciembre de 1957), más conocida por su nombre de casada Ángela Ospina de Nicholls, es una filósofa, literata, funcionaria, columnista, educadora, política y diplomática colombiana, miembro del Partido Conservador Colombiano.
Ospina fue asesora en el Ministerio de Justicia, asesora del Incoder, co-fundadora y directora del Centro de Pensamiento sobre Trata de Personas, y Consejera Presidencial de Asuntos Especiales, así como consultora en materia de derechos humanos y desarrollo de políticas públicas para poblaciones vulnerables.
Fue vicepresidenta del Partido Conservador, que fue fundado por su tatarabuelo paterno, Mariano Ospina Rodríguez, y miembro de la junta directiva de la Fundación Mariano Ospina Pérez, que se dedica a preservar el legado de su familia, y a formar líderes políticos de derecha.
Entre 2014 a 2018 fue senadora de Colombia a nombre del conservadurismo. Fue embajadora de Colombia ante México entre 2021 a 2023 en el gobierno de Iván Duque Márquez, siendo también opcionada como candidata a suceder a Marta Lucía Ramírez en la vicepresidencia de Colombia, tras el nombramiento de Ramírez en la cancillería de su país.

## Familia

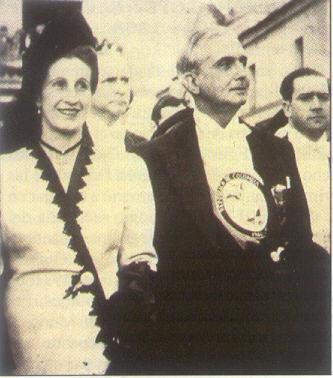
Sus abuelos, Bertha Hernández y Mariano Ospina Pérez el 7 de agosto de 1946.

Ángela Ospina Baraya es miembro de varios círculos aristocráticos familiares de Colombia, especialmente de la familia Ospina, de la que han surgido 3 expresidentes del país e innumerables personajes destacados en ese país: Sus padres son el político Mariano Ospina Hernández y Elena Baraya González, siendo sus hermanos Juan Diego, Rafael, Lisandro, Mariano, Javier y Patricia Ospina Baraya.

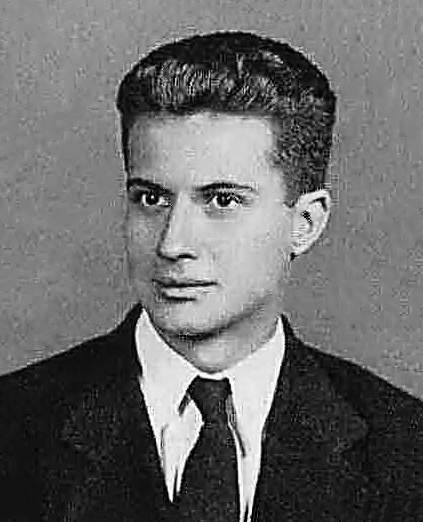
Su padre en el anuario de Harvard en 1950, 7 años antes de su nacimiento.

### Familia paterna: Ospina
Su padre era hijo del ingeniero, empresario y expresidente de Colombia, Mariano Ospina Pérez, y de la sufragista y política Bertha Hernández Fernández, siendo hermano de Rodrigo Ospina Hernández, Fernando, Gonzalo y María Clara Ospina Hernández. Su abuelo, Mariano, era a su vez hijo del científico y empresario Tulio Ospina Vásquez, hermano y socio del oficial y expresidente Pedro Nel Ospina Vásquez.
Los hermanos Ospina Vásquez eran hijos del político y expresidente de Colombia, Mariano Ospina Rodríguez (casado con la heredera Enriqueta Vásquez Jaramillo), el primero de los tres presidentes que tuvo la familia (el segundo su hijo y el tercero su nieto), y sobrinos del político e intelectual Pastor Ospina Rodríguez (de quien desciende la rama de la familia asentada en Guatemala, entre cuyos miembros está el escritor Carlos Wyld Ospina). Ospina Rodríguez fue el cofundador del Partido Conservador junto al poeta José Eusebio Caro.
Adicionalmente, su tío bisabuelo, Pedro Nel, estaba casado con su prima, Carolina Vásquez Uribe, quien además de ser sobrina de Enriqueta, era hija del empresario Eduardo Vásquez Jaramillo, hombre fuerte del departamento de Antioquia. Era tío suyo el político Julián Vásquez Calle, y primo del banquero Miguel Vásquez Barrientos (pariente del expresidente Marco Fidel Suárez). 

### Familia materna: Baraya

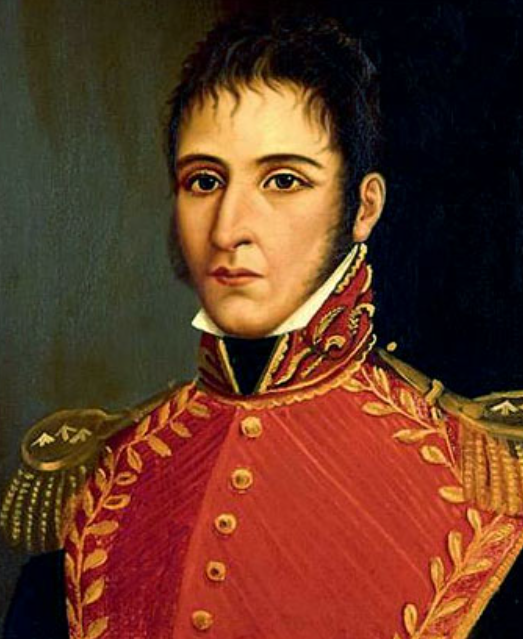
Su tío trastatarabuelo Antonio Baraya y Ricaurte.

Por otro lado, su madre era sobrina tataranieta del oficial y prócer de la independencia de Colombia, Antonio Baraya y Ricaurte, 5° ministro de defensa de la historia de Colombia y primer comandante del ejército colombiano. Baraya era sobrino de la heroína de la independencia Genoveva Ricaurte y Mauris, quien casada con el militar español José París Álvarez fue madre de los próceres de la independencia Manuel, José Ignacio, Mariano, Antonio y Joaquín (primos de Baraya, quien también lo era en segundo grado de Antonio Ricaurte).
De una de las hermanas de los París era hija Dolores Vargas París, esposa del general y expresidente Rafael Urdaneta (general de Bolívar y golpista en su nombre de 1830), y primo del general Francisco Urdaneta, de quien desciende la rama venezolana de la familia Urdaneta, y al mismo tiempo, el expresidente colombiano Roberto Urdaneta Arbeláez y otros ilustres personajes castrenses de estos dos países. De Mariano descienden los hermanos Guillermo, Aurelio y Antonio París Sanz de Santamaría, y de José Ignacio el expresidente Gabriel París Gordillo.

### Matrimonio y descendencia
Ángela contrajo matrimonio en Itagüí con el colombiano de ascendencia hispano-británica Calixto Nicholls Sánchez, en enero de 1976. Con Calixto Ángela tuvo a sus tres hijas, Sabina, Valeria y Úrsula Nicholls Ospina.
Su hija mayor Sabina Nicholls contrajo matrimonio con el hijo mayor del político y expresidente de Colombia Andrés Pastrana Arango y su esposa la periodista Nohra Puyana, Santiago Pastrana Puyana. 
El matrimonio no es una coincidencia, dado que las familias han estado relacionadas desde mediados del siglo XX. El bisabuelo de Sabina, Mariano Ospina Pérez, era el padrino político de Misael Pastrana Borrero, el padre de Andrés, y de hecho Pastrana fue quien continuó con el legado de Ospina muerto éste en 1976.